# Oligota inflata
Oligota inflata är en skalbaggsart som först beskrevs av Mannerheim 1830.  Oligota inflata ingår i släktet Oligota, och familjen kortvingar. Arten är reproducerande i Sverige.